# Matías Urbano
Matías Héctor Sebastián Urbano (Cipolletti, 16 febbraio 1981) è un ex calciatore argentino, di ruolo attaccante.

## Caratteristiche tecniche
È molto abile nel gesto tecnico della rabona.